# Dendrobium erectifolium
Dendrobium erectifolium är en orkidéart som beskrevs av Johannes Jacobus Smith. Dendrobium erectifolium ingår i släktet Dendrobium, och familjen orkidéer. Inga underarter finns listade i Catalogue of Life.